# British Home Championship 1947/48
De British Home Championship van 1947/48 was de 53e editie van de British Home Championship. Het toernooi werd gehouden van 4 oktober 1947 tot en met 10 april 1948. Engeland werd kampioen.

## Eindstand
| Team          | Gsp | W | G | V | DV | DT | DS | Ptn |
| ------------- | --- | - | - | - | -- | -- | -- | --- |
| Engeland      | 3   | 2 | 1 | 0 | 7  | 2  | +5 | 5   |
| Wales         | 3   | 2 | 0 | 1 | 4  | 4  | 0  | 4   |
| Noord-Ierland | 3   | 1 | 1 | 1 | 4  | 4  | 0  | 3   |
| Schotland     | 3   | 0 | 0 | 3 | 1  | 6  | –5 | 0   |

## Wedstrijden
|                                                     |                      |       |           |                                                                            |
| 4 oktober 1947 «onderlinge duels» 15:00 uur (UTC+1) | Noord-Ierland        | 2 – 0 | Schotland | Windsor Park, Belfast Toeschouwers: 52.000 Scheidsrechter: Tom Smith (ENG) |
| 4 oktober 1947 «onderlinge duels» 15:00 uur (UTC+1) | Sammy Smyth 35', 52' |       |           | Windsor Park, Belfast Toeschouwers: 52.000 Scheidsrechter: Tom Smith (ENG) |

|                                                      |       |                                                   |          |                                                                              |
| 18 oktober 1947 «onderlinge duels» 15:00 uur (UTC+1) | Wales | 0 – 3                                             | Engeland | Ninian Park, Cardiff Toeschouwers: 55.000 Scheidsrechter: James Martin (SCO) |
| 18 oktober 1947 «onderlinge duels» 15:00 uur (UTC+1) |       | 6' Tom Finney 11' Stan Mortensen 25' Tommy Lawton |          | Ninian Park, Cardiff Toeschouwers: 55.000 Scheidsrechter: James Martin (SCO) |

|                                                    |                                   |       |                                  |                                                                                       |
| 5 november 1947 «onderlinge duels» 14:45 uur (UTC) | Engeland                          | 2 – 2 | Noord-Ierland                    | Goodison Park, Liverpool Toeschouwers: 67.980 Scheidsrechter: Peter Fitzpatrick (SCO) |
| 5 november 1947 «onderlinge duels» 14:45 uur (UTC) | Wilf Mannion 84' Tommy Lawton 86' |       | 55' Davy Walsh 90' Peter Doherty | Goodison Park, Liverpool Toeschouwers: 67.980 Scheidsrechter: Peter Fitzpatrick (SCO) |

|                                     |                  |       |                                   |                                                                               |
| 12 november 1947 «onderlinge duels» | Schotland        | 1 – 2 | Wales                             | Hampden Park, Glasgow Toeschouwers: 88.000 Scheidsrechter: Arthur Ellis (ENG) |
| 12 november 1947 «onderlinge duels» | Andy McLaren 10' |       | 35' Trevor Ford 42' George Lowrie | Hampden Park, Glasgow Toeschouwers: 88.000 Scheidsrechter: Arthur Ellis (ENG) |

|                                                  |                                      |       |               |                                                                                 |
| 10 maart 1948 «onderlinge duels» 16:15 uur (UTC) | Wales                                | 2 – 0 | Noord-Ierland | Racecourse Ground, Wrexham Toeschouwers: 32.310 Scheidsrechter: Tom Smith (ENG) |
| 10 maart 1948 «onderlinge duels» 16:15 uur (UTC) | George Lowrie 41' George Edwards 53' |       |               | Racecourse Ground, Wrexham Toeschouwers: 32.310 Scheidsrechter: Tom Smith (ENG) |

|                                                    |           |                                   |          |                                                                                |
| 10 april 1948 «onderlinge duels» 15:00 uur (UTC+1) | Schotland | 0 – 2                             | Engeland | Hampden Park, Glasgow Toeschouwers: 135.376 Scheidsrechter: Davy Maxwell (NIR) |
| 10 april 1948 «onderlinge duels» 15:00 uur (UTC+1) |           | 44' Tom Finney 65' Stan Mortensen |          | Hampden Park, Glasgow Toeschouwers: 135.376 Scheidsrechter: Davy Maxwell (NIR) |